# Guljonoy Naimova
Guljonoy Naimova (ouzbek : Guljanoy Abdullo qizi Naimova), née le 1er janvier 2001, est une taekwondoïste handisport ouzbèke concourant dans la catégorie des +58 kg. Elle est sacrée championne paralympique de sa catégorie lors des Jeux de Tokyo.

## Carrière
Naimova remporte la médaille de bronze des Mondiaux 2017 à Londres puis l'argent aux Mondiaux 2019 à Antalya et aux Europe 2019 à Bari.
Aux Jeux paralympiques d'été de 2020, elle remporte la première médaille d'or du taekwondo +58 kg en battant la Brésilienne Débora Menezes 8-4 en finale.